# Суворовське військове училище МВС
Суворовське військове училище Міністерства внутрішніх справ (СВУ МВС, рос. Суворовское военное училище Министерства внутренних дел, СВУ МВД) — спеціалізований середній навчальний заклад для професійної підготовки молоді в СРСР і Російській Федерації.
Суворовські училища надавали середню загальну шкільну освіту й одночасно готували вихованців до вступу до військових інститутів Внутрішніх військ СРСР, а тепер Російської національної гвардії (кол. Внутрішні війська МВС Росії), академій і юридичних інституів МВС Росії. Випускників суворовських військових училищ називають суворовцями (рос. суворовец).

## Історія
Спеціалізовані військові училища були створені під час Німецько-радянської війни у відповідності з постановою Ради народних комісарів СРСР від 21 серпня 1943 року «Про невідкладні заходи з відновлення господарства в районах, звільнених від німецької окупації». Тоді ж вони отримали свою назву на честь російського полководця Олександра Васильовича Суворова.
1943 року відкрились перші 11 СВУ: Краснодарське, Новочеркаське, Сталінградське, Воронезьке, Харківське, Курське, Калінінське, Орловське, Ставропольське, Ташкентське, Кутаїське (два останніх — училища НКВСД, для дітей прикордонників). Обидва суворовських училища НКВС (МВС) були зачинені 1960 року.
Станом на 1 січня 2015 року в Росії існують шість СВУ МВС: у Грозному, Новочеркаську, Санкт-Петербурзі, Єлабузі, Читі, Астрахані і один Кадетський Корпус у Самарі. Уряд Російської Федерації має намір відкрити ще два училища в Новосибірську й Нижньому Тагілі.

### Старі
- Кутаїське[ru] (КтСВУ) (1943—1960)

Кутаїське СВУ в 1946 році було передислоковане до м. Ленінград і названо Ленінградським СВУ МВС. Розташовувалось у Новому Петергофі, частина якого, де розташовувалось училище, до цього часу носить назву Суворовське містечко.
- Ташкентське (ТшСВУ) (1943—1960)

### Нові
- Астраханське[ru] (відкрите в 2009 році)
- Грозненське[ru] (відкрите в 2008 році)[4]
- Єлабузьке (відкрите в 2009 році)
- Новочеркаське[ru] (відкрите в 1991 році)[5]
- Санкт-Петербурзьке[ru] (відкрите в 2002 році)[6]
- Читинське (відкрите в 2009 році)
- Самарський Кадетський Корпус (відкритий в 2014 році)[7]